# Mór Than
Mór Than (n. 19 iunie 1828, Bečej, Districtul Bačka de Sud, Serbia – d. 11 martie 1899, Trieste, Austro-Ungaria) a fost un pictor maghiar.

## Biografie
Născut la Óbecse (Bečej, astăzi în Serbia), a studiat în Italia și Viena și a colaborat cu alți pictori celebri din țara lui. El a lucrat într-un stil realist – pre-impresionist. Subiectele picturilor sale sunt evenimente istorice și portrete, dar și întâmplări mitologice sau fantastice. El a pictat frescele care decorează mai multe clădiri publice proeminente din Budapesta.
Mór Than a proiectat, de asemenea, primul timbru maghiar în 1848, dar acesta nu a fost folosit niciodată pentru că Ungaria a rămas parte componentă a Imperiului Austriac după Revoluția Maghiară de la 1848. Than a murit la Triest în 1899. 

## Picturi

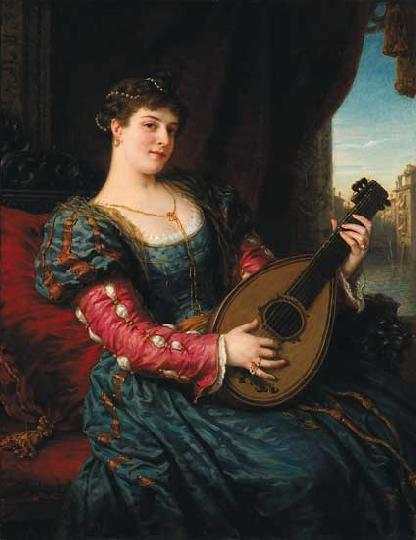
Tânără femeie purtând o rochie renascentistă, 1886 (colecție privată)
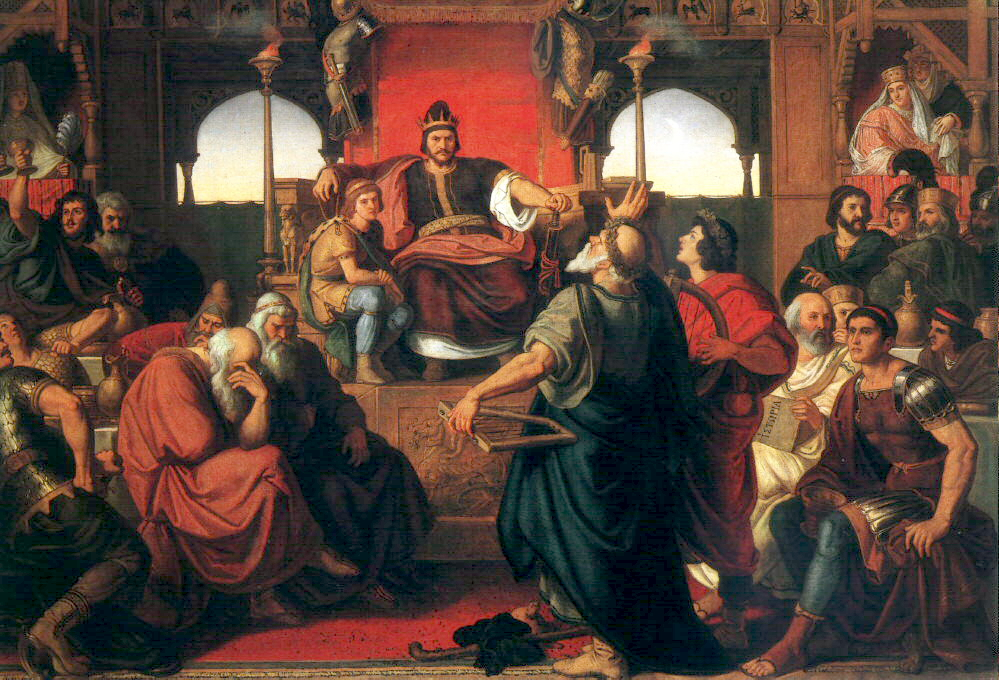
Sărbătoarea lui Attila (1870), la Galeria Națională Maghiară din Budapesta
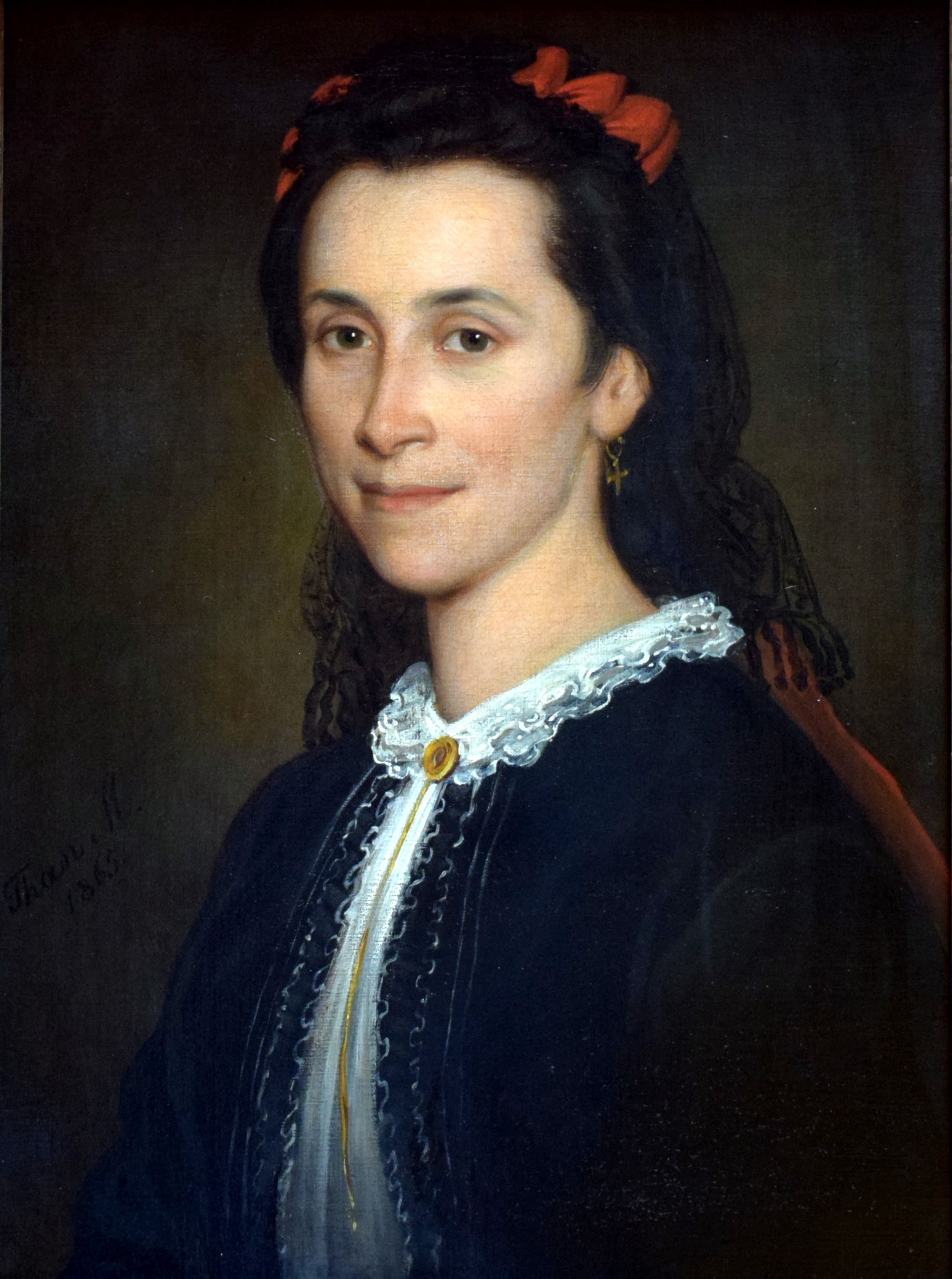
Portretul lui Ágnes Frosty (1865)
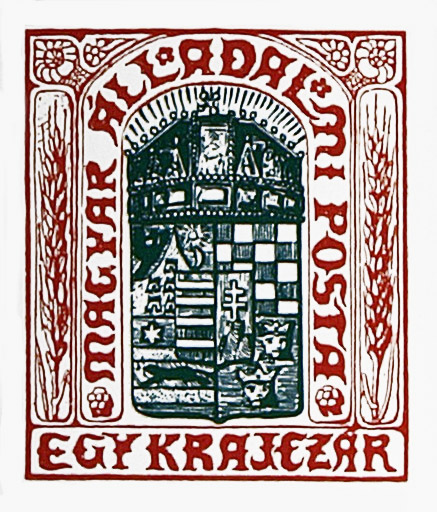
Proiectul de timbru, 1848

## Legături externe
- Materiale media legate de Mór Than la Wikimedia Commons